# Isla de Luanda
La Isla de Luanda, (En portugués: Ilha de Luanda) es el nombre con el que se le conoce al cordón litoral que esta frente a Luanda, capital de Angola. La "isla" está constituida por una estrecha lengua de tierra con 7 km de largo que separa a la ciudad de Luanda del Océano Atlántico, originando así la bahía de Luanda. Esta isla esta está conectada a la ciudad por un pequeño istmo al que nace en la Fortaleza de São Miguel de Luanda.
En la isla se encuentra la Iglesia de Nossa Senhora do Cabo, la más antigua de Angola, fundada en 1575 por los portugueses que vivían en la isla antes del traslado de la ciudad de Luanda al continente, realizado por Paulo Dias de Novais.
La isla de Luanda forma parte del municipio de Luanda, en la provincia del mismo nombre, siendo administrativamente parte del barrio Da Ilha y del distrito urbano de Ingombota.

## Origen del nombre
Alrededor de 1570, Duarte Lopes escribió, en su "Relação do Reino do Congo e das Terras Circunvizinhas", que el lugar se llamaba "Loanda, que significa, en esa lengua, tierra poco profunda, sin cerros y baja", llegando a la conclusión de que el lugar se llamaría así porque es una arena poco profunda.
Hay una teoría que propone que Luanda significaría lugar comercial situado en una playa. Según esta teoría, Luanda se origina de la aglutinación de lu + (nd)ando, donde ando es ndandu: mercancía. Y lu se aplica a palabras que describen regiones inundadas, como islas, brazos y cuencas de ríos, etc.
Otra versión afirma que el nombre deriva de "axiluandas" (hombres del mar), nombre que supuestamente dieron los portugueses a los habitantes de la isla, porque al llegar allí y preguntarles qué estaban haciendo, habrían respondido uwanda, palabra que en kimbundu significa "trabajar con redes de pesca".

## Historia
En el siglo XVI, Duarte Lopes y Filippo Pigafetta describieron la isla de esta manera:
Después del río Coanza está el puerto de Loanda, que tiene 10 grados de ancho, formado, como se ha dicho, por una isla llamada Loanda, que quiere decir en esa lengua, tierra llana, sin lomas y baja, que se eleva poco sobre el Océano, y está hecho de la arena y brota del mar y del río Coanza, juntándose sus cursos, y cayendo materia al fondo; tendrá 20 millas de largo y a lo sumo una milla de ancho, y en algunos lugares solo un tiro de flecha; y cosa maravillosa es que en esa arena, cavando dos o tres palmos de profundidad, se encuentra agua dulce, la mejor de aquellas regiones; y un extraño efecto tiene lugar en él; porque a medida que el mar baja, esa agua se vuelve un poco salada, pero tan pronto como sube por completo, es muy dulce: cosa que en la isla de Cádiz, en España, según el testimonio de Estrabón, así era..
Hacia 1844, Arsénio Pompílio Pompeu de Carpo, madeirense exiliado en Angola, donde se dedicaba al comercio de esclavos, residente en la isla de Luanda, donó su casa y finca en esa isla para la construcción del Hospital da Estação Naval, un oferta que fue rechazada por el Gobernador General de Angola, con el debido agradecimiento, por haber establecido ya el Hospital Flotante en Luanda.
La isla de Luanda fue parte de una inmensa barrera natural que separaba el océano Atlántico, que se extendía hasta Corimba, cerca del río Vala da Samba, hasta la primera mitad del siglo XX, cuando la gran bahía de Luanda fue modificada para la construcción de un pasaje para la Avenida 4 de Fevereiro. Así, la avenida separó la porción norte de la porción sur de la bahía de Luanda, formando un nuevo accidente geográfico, que recibió el nombre de Bahía Samba, pero con características de estuario. La porción sur de la isla de Luanda se fracturó en dos nuevas penínsulas, convirtiéndose en Ponta da Chicala (norte) y Ponta da Corimba (sur).

## Población

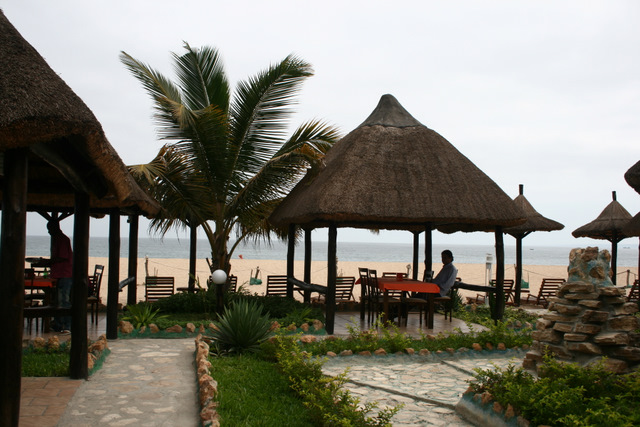
Cabañas con techo de paja para turistas en la isla de Luanda.

Los habitantes originales de la isla son los Axiluanda (Axilwanda), un subgrupo de los Ambundos, antiguamente súbditos del Rey del Congo. Sus descendientes, los "pescadores de la isla", mantienen algunos hábitos tradicionales hasta el día de hoy.

## Cultura
Muchas mujeres llevan peinados con trenzas, cuentas en las muñecas y el cuello y bessanganas, vestimenta tradicional hecha con telas de colores. En noviembre se celebra la Festa da Quianda (o Kianda), un ritual de veneración a la deidad de las aguas, protectora de los pescadores.
También son típicos de la isla los platos Mufete y Muzongué (una especie de caldo ).
El grupo de carnaval União Mundo da Ilha, fue fundado en 1968 por habitantes indígenas y es uno de los grupos de carnaval más antiguos de Luanda. El grupo tiene 12 títulos en su galería y utiliza bailes populares como Varina y Semba y canciones en Kimbundu. Tiene en su constitución más de dos mil habitantes, entre pescadores, fruteros y pescaderos.
También hay dos clubes náuticos históricos en la isla, Clube Náutico da Ilha de Luanda y Clube Naval de Luanda.